# Waterkanon (sproei-installatie)

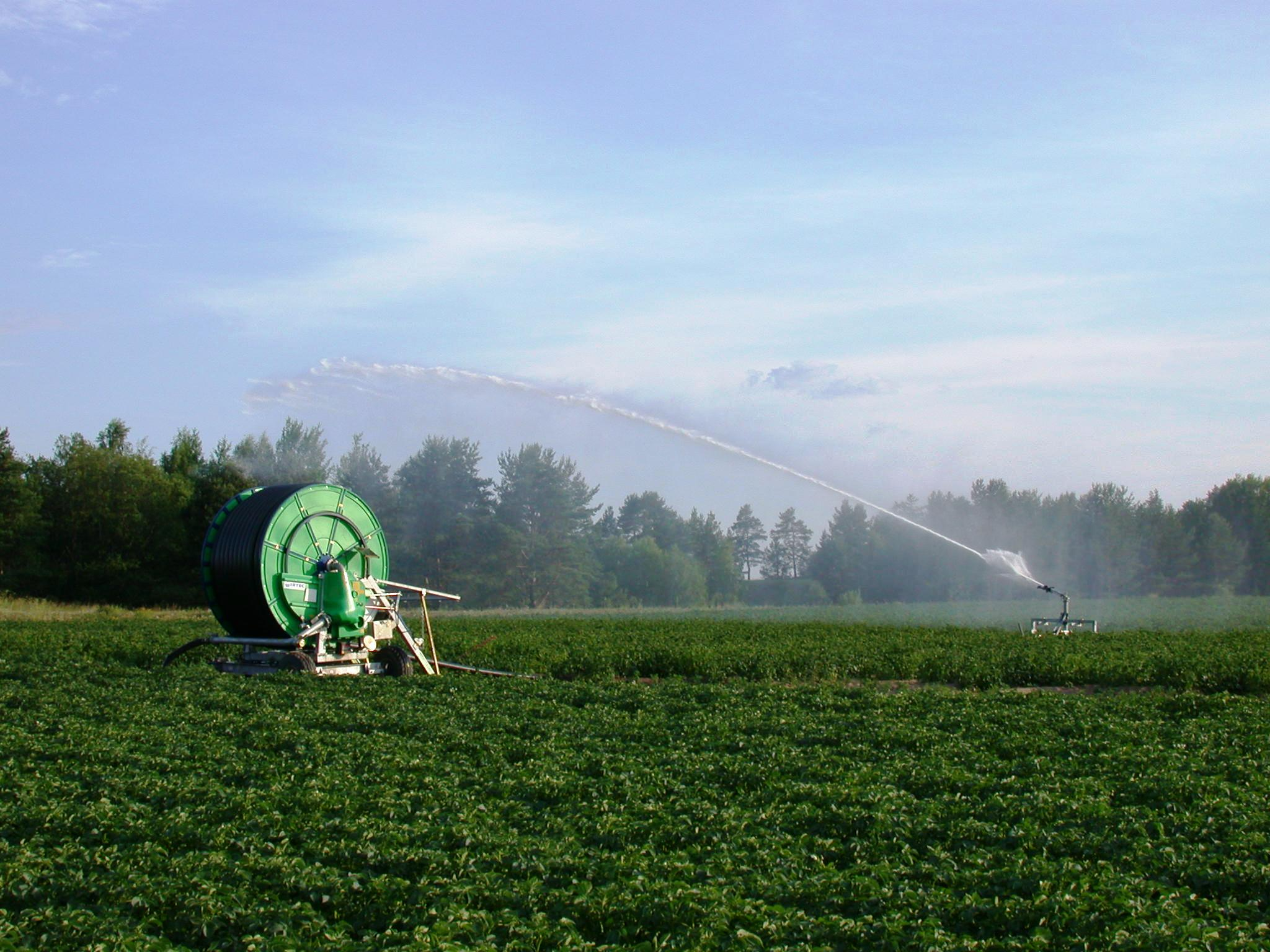
Beregeningsinstallatie met een waterkanon

Een waterkanon wordt in de landbouw gebruikt voor het beregenen van de akkerbouwgewassen en het grasland.
Het waterkanon zit aan een lange slang, die over een haspel loopt. De slang wordt met behulp van een tractor in het gewas afgerold. Een door de waterdruk aangedreven turbine zorgt ervoor dat de slang weer geleidelijk op de haspel rolt. Het water wordt door een door een tractor aangedreven centrifugaalpomp geleverd.
De sproeikop van het waterkanon gaat heen en weer, waardoor er een groot oppervlak tegelijk beregend wordt.
Een waterkanon geeft veel water maar met een grove druppel, waardoor deze in het algemeen ongeschikt is voor het beregenen van tuinbouwgewassen. In Nederland worden in de tuinbouw sproeiers of druppelaars gebruikt.

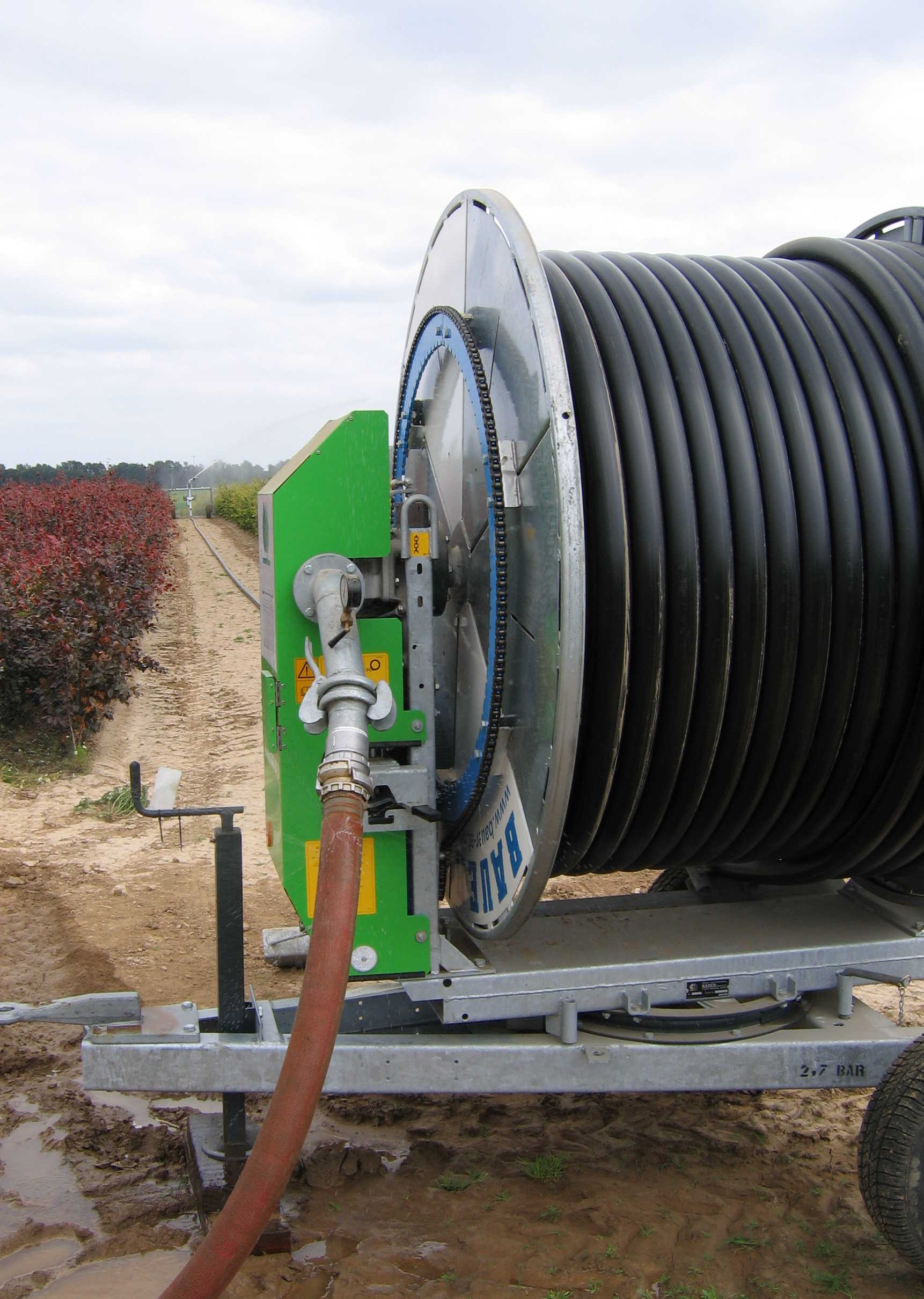
Slangenhaspel behorend bij de door een tractor aangedreven waterpomp
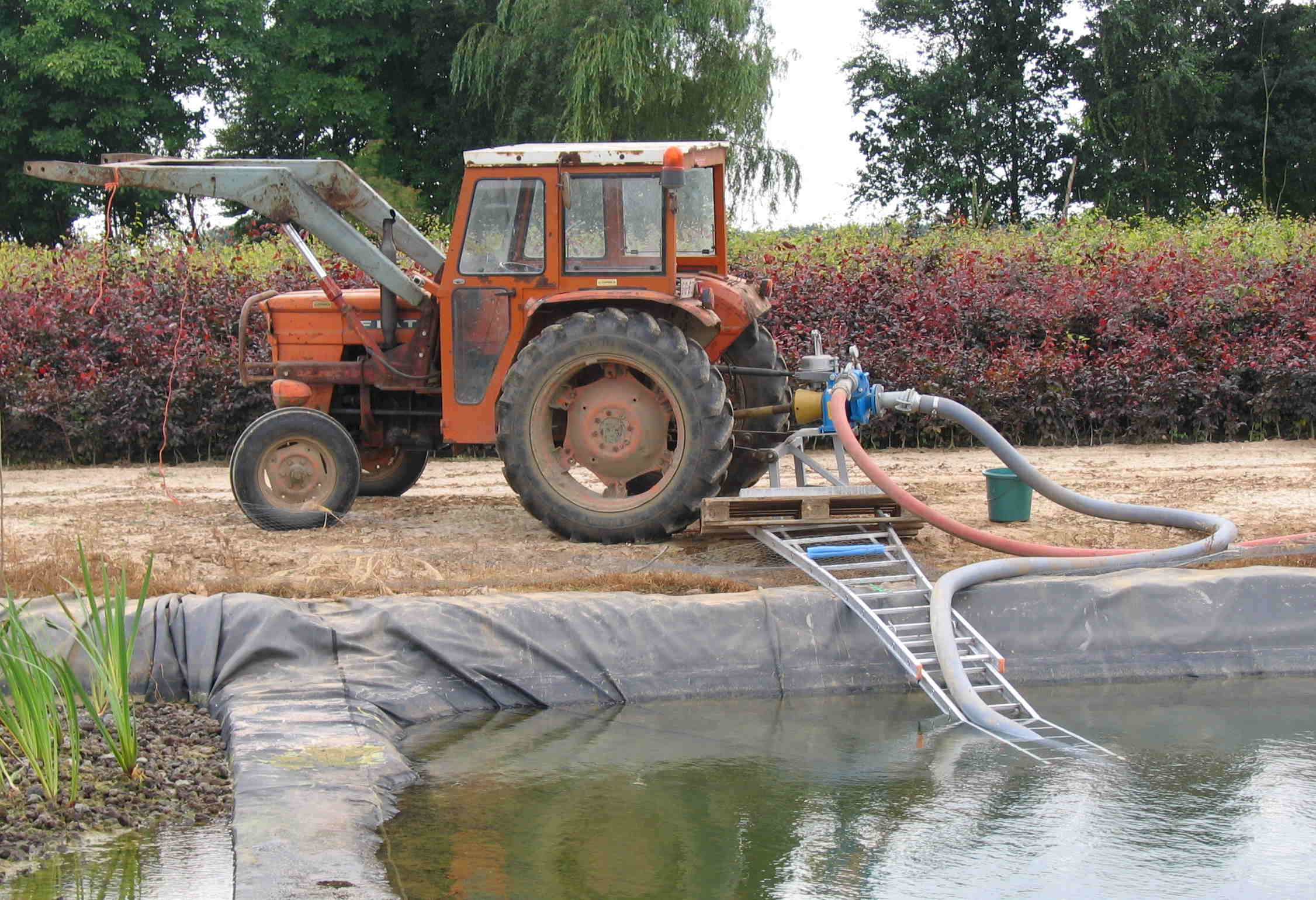
Door een tractor aangedreven waterpomp